# Gare de Rákospalota-Újpest
La gare de Rákospalota-Újpest (hongrois : Rákospalota-Újpest vasútállomás, prononcé [ˈɾaːkoʃpɒlotɒ ˈuːjpɛʃt ˈvɒʃuːtaːllomaːʃ]) est une gare ferroviaire secondaire de Budapest.

## Service des voyageurs

### Desserte
La gare assure un accès voyageur vers le nord de la Hongrie, notamment les villes de Dunakeszi, Vác, Nagymaros, Szob et Štúrovo (Slovaquie). A Budapest, la gare est connectée à la gare de Budapest-Nyugati, à la gare d'Istvántelek et à la gare de Rákosrendező.